# 井笠鉄道神辺線
神辺線（かんなべせん）は、かつて岡山県井原市の井原駅と、広島県深安郡神辺町（現・福山市）の神辺駅を結んでいた、井笠鉄道の鉄道路線である。
本項目では前身である高屋線（たかやせん）および両備軽便鉄道高屋線（りょうびけいべんてつどうたかやせん）→両備鉄道高屋線（りょうびてつどうたかやせん）→神高鉄道線（じんこうてつどうせん）についても、併せて記述する。

## 路線データ
- 延長：井原 - 神辺 11.8km
- 軌間：762mm
- 駅数：9駅（起終点駅含む）
- 複線区間：なし（全線単線）
- 電化区間：なし（全線非電化）
- 閉塞方式：票券閉塞式[2]。

## 歴史
岡山県西部の西国街道（旧山陽道）沿いに位置し紡績業の盛んであった井原町と、同街道の宿場が置かれ二子縞などで知られた機業地でもあった高屋町は（いずれも現・井原市）、後月郡の中でも有数の都邑であった。
両町は、西国街道を使用する物流ネットワークの関係で江戸時代より隣接する広島県の福山市や神辺町との商業的な結びつきが強く、笠岡と井原を結ぶ井笠鉄道本線が開業した大正初期には、紡績業の隆盛もあってこれらの市町村を結ぶ鉄道の建設が求められるようになっていた。

### 両備軽便鉄道高屋線
このエリアに最初に鉄道建設を計画したのは、主に福山をはじめとする広島県側の資本によって設立された両備軽便鉄道（後に両備鉄道と改称）であった。
両備軽便鉄道は両備、つまり路線が備中国と備後国にまたがることを示す社名が物語るとおり、当初は広島県東端の城下町である福山と、岡山県側の高屋を結ぶ路線の建設を企図して創設された企業である。同社は1910年4月21日に公布された軽便鉄道法に基づいて、福山 - 神辺 - 高屋（現在の子守唄の里高屋駅付近）と神辺 - 府中町間の2線区の敷設免許を1911年に出願、同年8月に免許を交付され 、1913年より建設工事を開始した。しかし、資金難などの事情から神辺 - 高屋間を後回しにして後に本線となる福山 - 神辺 - 府中町間の建設を優先的に実施した。
残る神辺 - 高屋間の工事については、本線の開業後しばらく業績が低迷したこともあって着工しないまま延期され、遂には工事未着工により一旦は免許失効という事態に陥ってしまう。だが、井原・高屋から神辺を経由して福山へ向かう旅客・貨物の輸送需要は少なからず存在しており、両備軽便鉄道は1918年7月13日に再度同区間の免許を取得、様々な事情で工事は大幅に遅れたものの、1922年4月9日、高屋線（たかやせん）として神辺 - 高屋間7.8kmをようやく開業した。

### 井笠鉄道高屋線
両備軽便鉄道による高屋線の建設工事が進捗し、完成の目処が立った頃、同社と笠岡 - 井原間の鉄道建設を行っていた井笠鉄道の2社の間で、両社線を結ぶ高屋 - 井原間4.0kmの鉄道敷設免許が競願となった。
この区間の免許については、最終的に申請受付が1日早かったこと、井笠鉄道が当該区間を経営しても利益があるのに対し両備軽便鉄道が経営すると井笠鉄道には不利益が生じること、それに沿線集落の物流が笠岡と強く結びついていることなどを理由として井笠鉄道に交付され、両備軽便鉄道の申請は却下された。
かくして1923年4月20日に免許を得た井笠鉄道は、資金難から多少の工期の遅れはあったものの、1925年2月7日に井原 - 高屋間4.0kmの営業を開始した。
なお、小田川と経ヶ丸山に挟まれて南東から北西に向けて細長く伸びる井原の街の地形的な制約から、先行して市街の中心部に設置された井笠鉄道井原駅は南北方向の頭端式ホーム配置となっており、神辺線もここを起点として本線と併走後、これと分かれて西の神辺方面へ向かう線形としたため、神辺方面からやってきた神辺線の列車は井原に停車せず本線の笠岡方面へ向かうことはできなかった。また、乗客も貨物も神辺 - 笠岡間あるいは神辺 - 矢掛間を通しで輸送する需要は少なく、高屋線（両備軽便鉄道からの直通列車を含む）の列車はすべて井原折り返しとして同駅で本線列車との連絡を行い、本線への直通運転は実施されていない。

### 直通運転
以上のような事情で高屋を挟んで2社に分かれた井原 - 神辺間の高屋線であったが、両社共に軽便鉄道法に基づく軌間762mmの軽便鉄道であって車両や地上設備に大差はなく、井笠鉄道高屋線の開業に合わせて車両の直通運転を行うこととなった。
この際、唯一大きく相違していた連結器取り付け高さが問題となった。井笠鉄道側は349mm（1フィート1 3/4インチ）、両備軽便鉄道側は501mm（1フィート7 3/4インチ）で、152mm（6インチ）もの差があったのである。この差は、当時両社が使用していたピン・リンク式連結器では相違の吸収が困難であり、直通を行うにあたり互いの客貨車を連結可能とするには、連結器取り付け高さの差をなくすか、さもなくばピン・リンク式連結器で高さの差を許容できる範囲に近づける必要があった。
この連結器高さについては両備軽便鉄道の値が採用され、井笠鉄道では高屋線開業までに在籍全車両の連結器を改造して高さを両備軽便鉄道と同じ501mmに揃える工事を実施し、以後の新造車についても高さ501mmで設計している。

### 神高鉄道線
こうして両備軽便鉄道改め両備鉄道による井笠鉄道高屋線への車両乗り入れによって事実上一体の路線として運行されていた当線であるが、1933年になって両備鉄道が鉄道省に買収されることとなり、事態は一変した。
この買収に当たって鉄道省は両備鉄道線すべてを買収せず、後に福塩線となる本線の両備福山 - 神辺 - 府中町間のみを買収し、高屋線はその対象から外すという措置をとったのである。
ここで買収対象外となった高屋線は新会社を設立して民営のまま運行を継続することとなり、同年9月1日付の買収を目前にした8月31日、資本金100,000円にて新たに設立された神高鉄道株式会社へ高屋線運行に関わる地上設備・用地・車両が譲渡された。
神高鉄道では、鉄道省福塩南線となった元の本線と井笠鉄道高屋線を直通する列車が従来通り運行されたが、これも1935年12月14日に福塩南線の1,067mm軌間への改軌工事が完成したことで終了となり、以後はわずか7.8kmの自社線と4.0kmの井笠鉄道高屋線を合わせた11.8kmの区間のみで列車を運行することとなった。
そのため、経営改善を目指して福山直通列車の廃止前から不要車両の整理が進められ、旅客輸送は両備鉄道から引き継いだ小型ガソリン動車であるレ1形レ1・レ2、およびその同型車として追加新製したレ3の3両、それにナ19・ナ20と称する、やはり両備鉄道から引き継いだ2両の木造ボギー客車で賄われることとなった。

### 統合
元々沿線人口が少なく輸送需要が決して大きいとはいえない地域に、それも当初計画はともかく実際には本線格の路線に対する培養線（支線）として建設された短い路線を、それ単独で存続させることには無理があった。ことに、神高鉄道が独立を果たした時期には岡山県西部から広島県東部にかけての当線沿線地域にもバス事業者が複数出現しており、それらとの競合による乗客の逸走は、元々財政基盤の脆弱な神高鉄道に致命的な打撃を与えた。
そのため、窮地に追いやられた神高鉄道首脳陣は、高屋で接続する井笠鉄道に自社線およびその関連資産の買い取りを持ちかけた。だが、乗り入れ相手として輸送実績をはじめとする神高鉄道の窮状を良く知る井笠鉄道首脳陣は、神高鉄道側の提示した価格の半額での買い取りを主張して折り合わず、同社への路線売却を断念した神高鉄道首脳陣は1937年12月9日、会社の解散と路線の廃止を鉄道省に対して申請するに至った。
この申請は井原町や高屋町といった沿線自治体のみならず岡山県庁にまで大きな衝撃を与えた。井原・高屋の両町と、両町の産品の消費地であった福山市を結ぶ最短経路として機能していた路線が高屋止まりとなると、従来当線を使用していた繊維産業をはじめとする沿線の工場などに対する影響が非常に大きかったためである。
そこで危機感を覚えた沿線自治体の首長、商工会議所の幹部、そして岡山県知事などが両社の説得に当たった。だが、こうした説得は極端に乖離した両社の希望売買価格差を埋めるに至らず、実におよそ2年にわたって事態が紛糾したまま膠着し、遂には岡山県知事の要請で鉄道免許を統括する鉄道省監督局が仲介に乗り出す事態となった。
この鉄道省監督局による仲裁の結果、両社の主張額の中間値に近い71,500円での譲渡として交渉がまとまった。かくして神高鉄道線は1940年1月1日をもって井笠鉄道に譲渡され、既存の高屋線と合わせて井原 - 神辺間11.8kmを神辺線と改称することとなった。

### 廃止
神辺線となって以降の当線は、1960年代にモータリゼーションが到来するまで、特に大きな変化もないままに運行が続けられた。
両備鉄道・神高鉄道由来のレ1 - レ3→ジ14 - ジ16、井笠鉄道が自社発注した大型ボギー車のホジ7 - ホジ9、小型ボギー車のホジ12、それに本線で余剰となったジ5・ジ6をはじめとする単端式気動車（軌道自動車）といった小型気動車が単行で、あるいは1両ないしは2両の客貨車を牽引し、客貨車の牽引時には井原・神辺の両ターミナルで機回しを行う、という旧態依然とした運行形態が神高鉄道の合併後、約四半世紀にわたって続けられた。
だが、モータリゼーションの進展に伴う乗客数減少の影響に加え、鉄道建設公団が総社 - 井原 - 神辺間を結ぶ国鉄吉備線の延長線としての井原線建設を開始したことから、当線はより高規格な鉄道である井原線に線路用地を譲る形で、路線廃止と自社路線バスへの転換が実施されることとなった。
このため、1964年10月7日にやはり井原線と路線が重複する矢掛線と併せて路線廃止申請が提出され、1967年4月1日に路線廃止が実施された。
なお、この廃止の際には、前日に当たる1967年3月31日に井原駅で閉業式が行われ、9時42分井原発神辺行としてお別れ列車が運行されている。

## 運行形態
神高鉄道からの路線譲受後は、本線列車の井原着発と国鉄福塩線列車の神辺着発に合わせる形でダイヤが編成され、1日13往復から15往復、所要時間は28分から29分程度で終始した。運行間隔は概ね40分から50分程度であったが、昼間の閑散時間帯には最大1時間半間隔と実質1運用飛ばす形でダイヤが設定されていた。
なお、当線の沿線には高屋が最寄り駅となるひのしり嫁いらず観音が大江村（現・井原市）に所在した。そのため、春秋の彼岸の中日に行われる「ひのしり参り」の大祭の際には、当線は同観音を参詣する人々で大混雑し、通常は混雑時でも気動車1両が客車1両を牽引のところ、さらに1両を増結し2両の客車を牽引して3両編成で運行された。

## 沿線概況
ほぼ全線を西国街道（旧山陽道）と併走し、井原 - 高屋間では小高い山の北裾を回るようにして、そして高屋 - 神辺間では高屋川と西国街道に挟まれるようにして敷設されていた。
井原と神辺で大きくカーブしている以外はほぼ一直線に近く、最大勾配15.2パーミルで井原から神辺に向かって下り勾配が連続する平坦な線形であった。
河川の少ない地域であることから、橋梁は神辺を出てすぐの所にあった高屋川橋梁（プレートガーダー桁5連）と、高屋 - 下出部間のやはり高屋川を渡る橋梁（コンクリート桁3連）を除くと、農業用水を渡る小規模なものが架設されている程度であった。また、トンネルは存在しなかった。
軌条は14kg/mのものが採用されている。
なお、神辺を出て高屋川を渡る付近までは、国鉄福塩線と並行していた。

## 車両
両備軽便鉄道高屋線の開業当初は、本線と完全に共通運用が実施され、井笠鉄道高屋線開業に伴う直通乗り入れの開始時にも、当時在籍していた客貨車全車のほか、Nos.1・2・5・6 - 8の6両の蒸気機関車について乗り入れの認可を得ている。その後、1927年6月の両備福山 - 府中町間電化で本線と機関車運用が分離され、最終的には井笠鉄道への乗り入れ認可を得ていたドイツ・オーレンシュタイン・ウント・コッペル社製13.5t C形タンク機のNos.6 - 8の3両が専用されることとなった。また、その一方で1931年には当線のフリークエントサービスの改善を企図して、井笠鉄道などで大きな成功を収めていた小型気動車の導入が図られた。もっとも、井笠鉄道が1927年7月から先行導入し大きな威力を発揮していた、一端にのみ運転台がついていて終着駅で方向転換が必要な単端式気動車ではなく、車体の両端に運転台のついた当時最新設計の両運転台式ガソリンカーが2両、名古屋の日本車輌製造本店で製作されており、これらはレ1・レ2と付番された。本線の国有化に伴う両備鉄道から神高鉄道への車両や路線付帯設備などの譲渡は、このように分離後を見据えて車両の置き換えが急速に進む中で実施された。
神高鉄道の分離独立後は、上述のとおり両備鉄道から継承した機関車のうちで最後まで残っていたNos.6 - 8が福山への福塩線直通運用の廃止などで不要となって売却され、一方でレ1・レ2の増備車として準同型のレ3を新造するという、路線規模や輸送需要に見合った車両構成への転換の徹底が図られている。
一方、井笠鉄道高屋線の開業に当たっては、機関車第5号形として、機関車第4号形6の増備車となる12t級C形タンク機である7をオーレンシュタイン・ウント・コッペル社から購入して運用の増加に対応し、さらに1936年には神高鉄道から乗り入れてくるレ1 - レ3に呼応する形で高屋線専用の両運転台式小型ガソリンカーとして、それらよりもやや大型の8.5m級2軸ボギー車であるホジ12を日本車輌製造本店で新製している。なお、前述したように井笠鉄道本線でフリークエント・サービス実現で競合するバスを圧倒した単端式気動車群の一部も、戦前から当線に入線・運用されている。
神高鉄道線の井笠鉄道への譲渡後は、こちらも上述したように神高鉄道以来のジ14 - ジ16（旧レ1 - レ3）やホジ12が長らく主力車として運用されたが、戦後は本線へのホジ1 - ホジ3・ホジ101・ホジ102の新製投入で余剰となったホジ7 - ホジ9が投入され、ジ14 - ジ16・ホジ12の4両についても1949年から1952年にかけて機関をディーゼルエンジンへ換装している。

## 駅一覧
- 接続路線・所在地は神辺線廃止時点のもの。
- 線路 … ∨・◇・∧：列車交換可 ｜：列車交換不可

| 駅名         | 営業キロ | 営業キロ | 接続路線             | 線路 | 所在地               |
| 駅名         | 駅間     | 累計     | 接続路線             | 線路 | 所在地               |
| ------------ | -------- | -------- | -------------------- | ---- | -------------------- |
| 井原駅       | -        | 0.0      | 井笠鉄道：本線       | ∨    | 岡山県 井原市        |
| 出部駅       | 1.5      | 1.5      |                      | ｜   | 岡山県 井原市        |
| 下出部駅     | 1.0      | 2.5      |                      | ｜   | 岡山県 井原市        |
| 高屋駅       | 1.5      | 4.0      |                      | ◇    | 岡山県 井原市        |
| 両備金光駅   | 1.1      | 5.1      |                      | ｜   | 広島県 深安郡 神辺町 |
| 御領駅       | 2.3      | 7.4      |                      | ｜   | 広島県 深安郡 神辺町 |
| 両備国分寺駅 | 1.2      | 8.6      |                      | ｜   | 広島県 深安郡 神辺町 |
| 湯野駅       | 1.2      | 9.8      |                      | ｜   | 広島県 深安郡 神辺町 |
| 神辺駅       | 2.0      | 11.8     | 日本国有鉄道：福塩線 | ∧    | 広島県 深安郡 神辺町 |

歴史節にも記した通り、井原へは笠岡からの本線と同方向に併走して到着するスイッチバック式の配線となっており、列車は機関車の付け替え、方向転換、あるいは乗務員の移動を行わねば直通できなかった。途中の交換可能駅は、両備軽便鉄道高屋線開業時にターミナルであった高屋のみで、それ以外は1面1線の停留所同然の簡素な施設であった。高屋は高屋線開業時に設置された頭端式プラットホーム2面2線と、間に機回り線を配した対向式プラットホーム（内1面は頭端式の1面と連続していた）2面3線を組み合わせた大規模な構内配線を備えていた。また福塩線改軌後の神辺では、国鉄神辺駅の北隅を間借りする形で小さな待合室のついた短いプラットホーム1面1線を設置し、気動車が木造客車を牽引していたことから、機回り線が最後まで残されていた。
車庫は井原駅に2線の小規模なものが用意されていた。

## 輸送・収支実績
| 年度 | 輸送人員（人） | 貨物量（トン） | 営業収入（円） | 営業費（円） | 営業益金（円） | その他益金（円）   | その他損金（円） | 支払利子（円） |
| ---- | -------------- | -------------- | -------------- | ------------ | -------------- | ------------------ | ---------------- | -------------- |
| 1933 | 31,043         | 989            | 4,120          | 2,562        | 1,558          |                    |                  |                |
| 1934 | 129,304        | 4,985          | 24,969         | 16,634       | 8,335          |                    | 雑損償却金3,300  |                |
| 1935 | 138,972        | 3,648          | 21,108         | 17,122       | 3,986          |                    |                  |                |
| 1936 | 135,466        | 2,310          | 16,396         | 18,714       | ▲ 2,318        |                    |                  |                |
| 1937 | 143,425        | 3,091          | 17,587         | 24,136       | ▲ 6,549        | 内務省補助金10,800 | 償却金3,000      | 1,786          |
| 1938 |                |                |                |              |                |                    |                  |                |
| 1939 | 189,695        | 6,222          | 30,516         | 21,838       | 8,678          |                    | 雑損7,096        | 2,027          |

- 鉄道統計資料、鉄道統計各年度版より

## 廃線跡
路線廃止後、ホジ12と無蓋貨車の組み合わせにより軌条の撤去作業が実施された。
用地は井原駅周辺を除く大半が井原線建設用地として日本鉄道建設公団へ売却されたため、ほぼ全線に渡って同線に転用されている。
ただし、井原鉄道湯野駅前に残るコンクリート桁を用いた橋梁など、直接井原線建設に影響しない施設は一部が現存している。